# TUI-Ferienexpress

Der TUI Ferienexpress (Eigenschreibweise TUI FerienExpress mit Binnenmajuskel) war ein Charterzug des Reiseveranstalters TUI, der vorwiegend als Nachtzug innerdeutsche und ausländische Reiseziele ansteuerte.

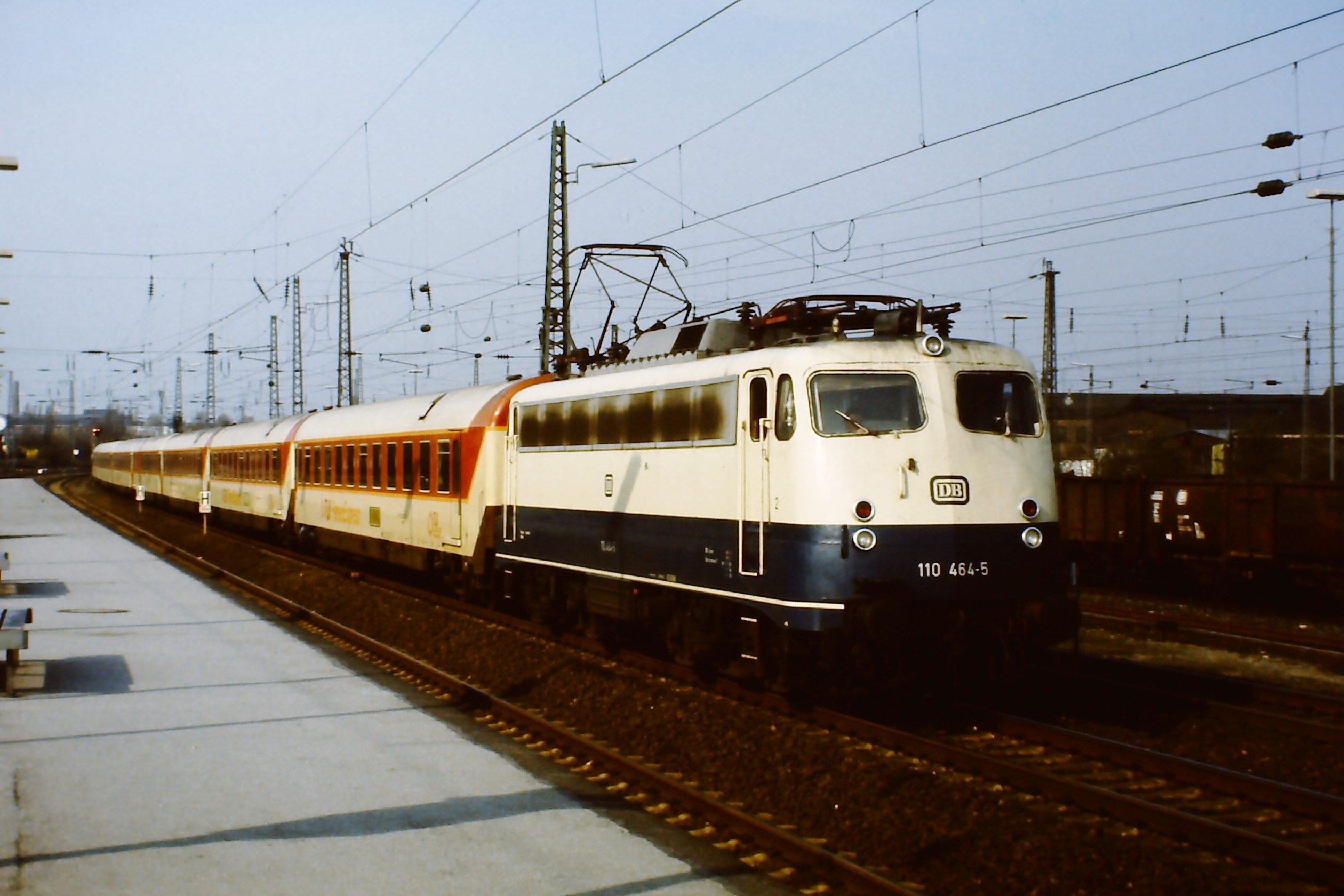
TUI Ferienexpress mit 110 464-5 in Höhe des Haltepunktes Bochum-Ehrenfeld auf der Fahrt nach Dortmund

## Das Konzept
Um Reisenden bei Pauschalreisen die Anreise zum Urlaubsort aus einer Hand anbieten zu können, beschloss die TUI Ende der 1970er Jahre, eigene Reisezugwagen bauen zu lassen. Es handelte sich um von Grund auf neu gebaute und nach eigenen Plänen verwirklichte Zuggarnituren, die ab 1978 zum Einsatz kamen. Sie wurden als Flügelzüge von und nach Hamburg und Dortmund eingesetzt, von wo sie wöchentlich die wichtigsten Urlaubsgebiete mit direkten Verbindungen bedienten.
Innerdeutsche Relationen wurden mit zwei wöchentlichen Tag-/Nachtfahrten bedient, ausländische Ziele (Österreich, Schweiz, Italien usw.) konnten mit weiteren zwei Umläufen mit Nacht-/Nachtfahrten pro Woche erreicht werden. Dieses Konzept führte zu einer sehr guten Auslastung der Zuggarnituren. An den Zielbahnhöfen wurden die Reisenden durch örtliche Reiseleiter empfangen und zumeist mit Bussen in ihre Urlaubsquartiere gebracht, ähnlich wie es Fluggäste bei Pauschalreisen gewohnt waren.

### Ziele in der Sommersaison
- Venedig
- Pesaro
- Bozen
- Meran
- Siófok
- Rijeka
- Koper
- Klagenfurt
- Villach
- Innsbruck
- Mittenwald
- Imperia/Ventimiglia
- Pisa/Livorno
- Port Bou/Cerbère

### Ziele der Wintersaison
- Innsbruck
- Selzthal
- Landeck/Bludenz
- Zell am See
- Bozen
- Innichen
- Chur
- Brig

## Ausstattung

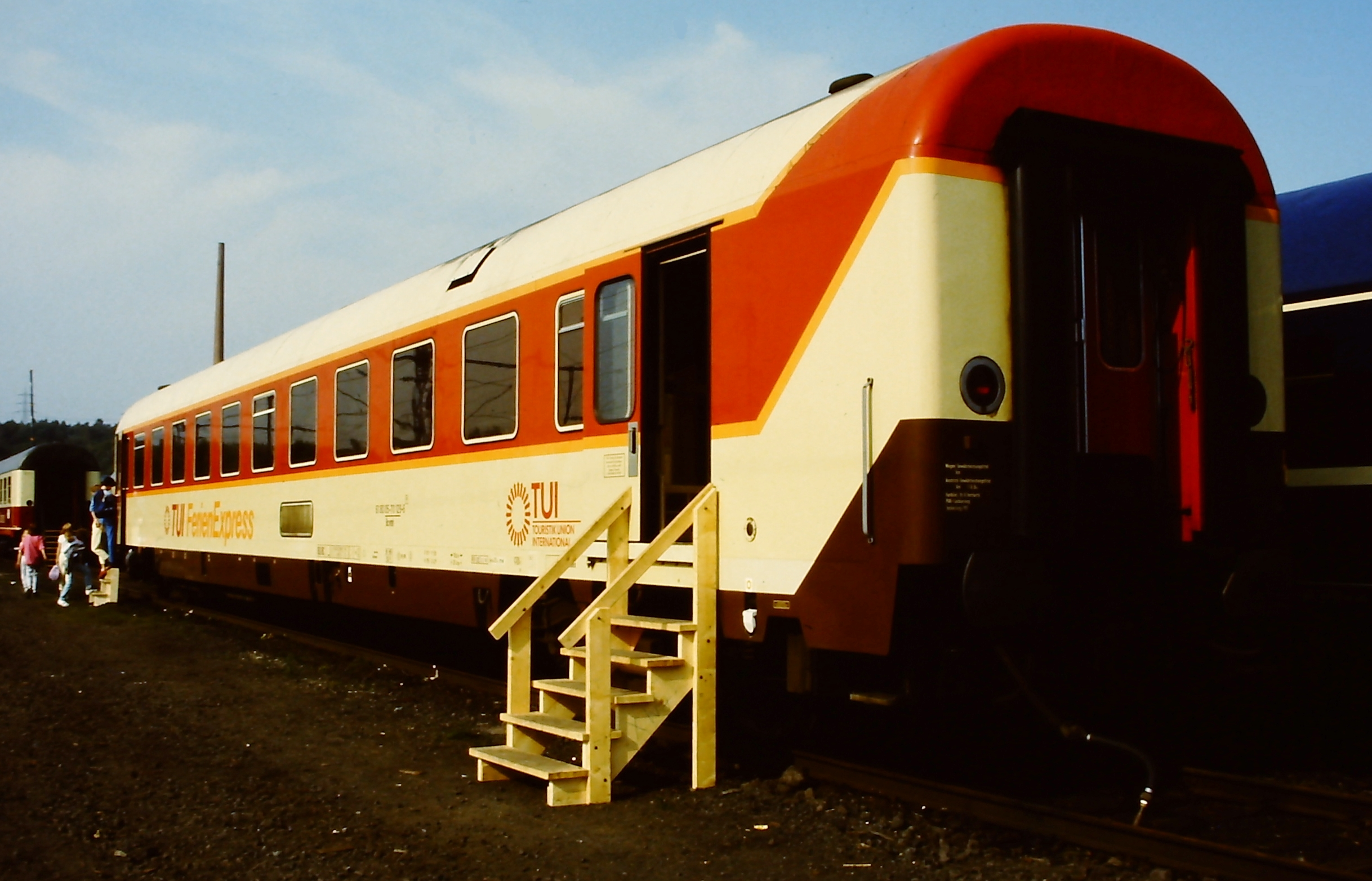
Wagen des TUI Ferienexpress

Die Züge trugen einen auffälligen Anstrich in den Farben beige, karminrot, pastellorange und nussbraun, der sich an der sogenannten Pop-Lackierung der Deutschen Bundesbahn orientierte. Die Ausstattung entsprach hohem Niveau. Alle Liegewagen-Abteile hatten nur vier (statt sechs) Liegeplätze. Auch war jedes Abteil mit einem Kindersitz und einem Kinderbett ausgestattet. Jeder Wagen hatte neben zehn Vierbett-Abteilen ein Zweibettabteil mit Waschbecken.
Der Innenraum der Personenwagen wurde von Karl-Dieter Bodack gestaltet, im typischen Stil der 1970er Jahre in warmen Braun- und Orangetönen. Nicht belegte Sitze konnten durch Umklappen der Rückenlehne zu kleinen Tischen umgewandelt werden, und es befanden sich kleine Schließfächer für Wertsachen in jedem Abteil.
Alle Fahrzeuge waren vollklimatisiert. Das Begleitpersonal bot unterschiedliche Serviceleistungen für die Reisenden an. Es wurden neben Getränken auch kleine Snacks und das Frühstück im Abteil serviert.
Jeder TUI Ferienexpress führte zudem in der Zugmitte einen als TUI Treff bezeichneten Wagen mit Bar- und Speisebereich. Ferner gab es dort gelegentlich Veranstaltungen wie Kinderanimationen oder gesellige Abende, die den Reisenden die Fahrt verkürzen sollten.
Für den TUI Ferienexpress baute Waggon Union in den Jahren 1979 bis 1980 zehn Liegewagen Bcvmh 05-90 für 200 km/h, zwanzig Liegewagen Bcvmh 05-70 für 160 km/h, einen Treffwagen WGtmh 09-90 für 200 km/h und zwei Treffwagen WGtmh 09-70 für 160 km/h Höchstgeschwindigkeit.

### Wagenreihung

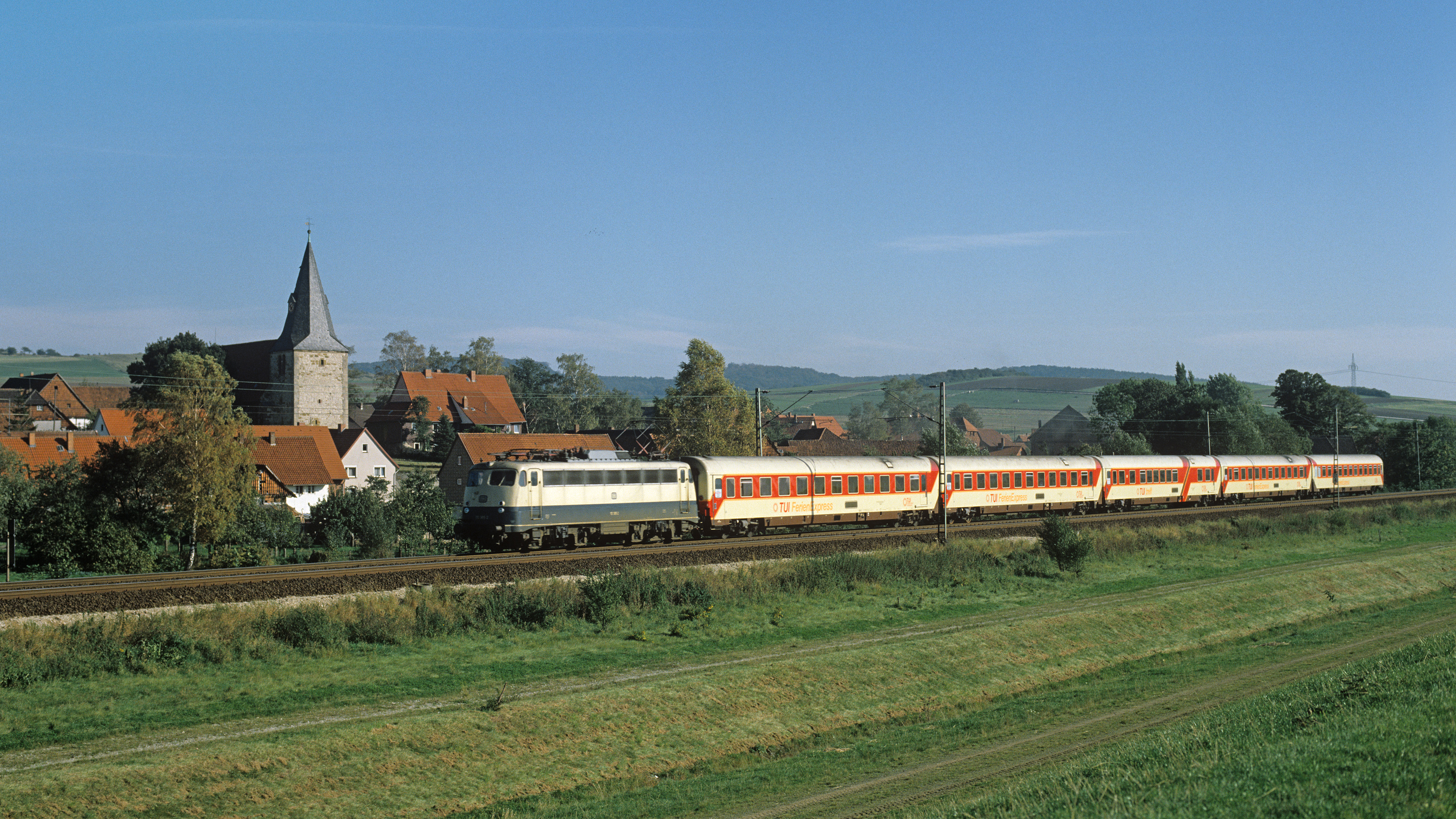
110 396-9 des Bahnbetriebswerks Dortmund mit dem TUI Ferienexpress D 27444 Siófok – Hamburg am 17. Oktober 1984 auf der Nord-Süd-Strecke zwischen Northeim (Han) und Kreiensen bei Hohnstedt

Ursprünglich wurden drei Zuggarnituren mit jeweils zehn Liegewagen und einem Treffwagen in der Zugmitte eingesetzt. Ein Urlaubs-Express bot somit 420 Reisenden Platz. In späteren Jahren variierte die Zugreihung je nach Auslastung und Saison. Die Züge wurden unterwegs vereinigt bzw. geteilt, um verschiedene Ziele anzufahren. Die betriebsinterne Zuggattung im Netz der Deutschen Bundesbahn war Schnellzug (D), die Lokomotiven wurden ebenfalls von der Staatsbahn gestellt.  

### Ende und der Verbleib der Wagen
Wegen des großen Erfolges des TUI Ferienexpress verstärkte die Deutsche Bundesbahn ihre Aktivitäten im Urlaubsreiseverkehr, so dass der TUI Ferienexpress nach und nach Kunden verlor. Ab 1992 wurden Züge aus dem Wagenmaterial des TUI-Ferienexpress Alpen-See-Express unter der Bezeichnung UrlaubsExpress gebildet, die TUI-Logos wurden von den Wagen entfernt. Ende 1993 verkaufte die TUI 29 Liegewagen an die Niederländische Staatsbahn (NS). Die Wagen wurden revidiert, stahlblau lackiert und mit neuen Polsterstoffen versehen. Zwei Treffwagen wurden an die DBAG verkauft und bis 1998 eingesetzt, das dritte Fahrzeug ging als Ersatzteilspender an die NS. Inzwischen sind alle Treffwagen zerlegt. Ein Liegewagen ging ans Reisebüro Mittelthurgau, das ihn als Ausstellungswagen umbaute; er ist heute Eigentum des Freundeskreises Eisenbahn Köln, der ihn in den Rheingold-Farben kobaltblau/elfenbein lackierte.
Die Liegewagen der NS waren bis 2002 in planmäßigen internationalen Nachtreisezügen im Einsatz, danach fuhren einige 200-km/h-Wagen zeitweise für die City Night Line (CNL) auf den Linien von Amsterdam nach Zürich und München, da die CNL-eigenen Wagen zu dieser Zeit noch keine Zulassung für das Netz der NS besaßen. Für diese Einsätze wurden sie auch neu lackiert und beschriftet.
2003/2004 übernahm das niederländische Unternehmen Euro Express Trein Charter alle 29 Liegewagen von der NS. Sie setzte die Wagen in ihren saisonalen Zügen Alpen Expres, Ski-Trein und AutoSlaap Trein ein oder vermietete sie an andere Unternehmen, etwa an die TTC für ihre Züge Autotrein, Bergland Expres und Lourdes Express. Die Wagen blieben zunächst im Erscheinungsbild der NS bzw. CNL und wurden dann teilweise in das purpurrote EETC-Farbschema umlackiert. EETC stellte 2015 den Betrieb ein und verkaufte die Wagen 2016 an die MSM-Gruppe und Train Rental International, die sie bis heute in saisonalen Urlaubs-Express-Zügen einsetzen.

## Die Nachfolge
Die meisten ehemaligen Relationen des TUI Ferienexpress wurden bis 2007 in der Sommersaison, und bis 2008 in der Wintersaison von UrlaubsExpress-Zügen der DB-Tochtergesellschaft DB Nachtzug/DB Autozug bedient. Mit Ablauf der Wintersaison 2008 wurden sämtliche touristische Nachtzugverbindungen eingestellt. Es verblieben lediglich einige Verlängerungen von Citynightlinezüge in der Wintersaison über ihre Ziele München bzw. Zürich hinaus von Hamburg und Amsterdam nach Brig und von Amsterdam und Kopenhagen nach Innsbruck.
Mit dem TUI Ferienexpress vergleichbare saisonale Nachtverbindungen zwischen Nord- und Westdeutschland und dem Alpenraum werden heute – unter anderem mit ehemaligen TUI-Wagen der MSM – unter der Bezeichnung UEX Urlaubs-Express betrieben.